# Великий, Владимир Михайлович

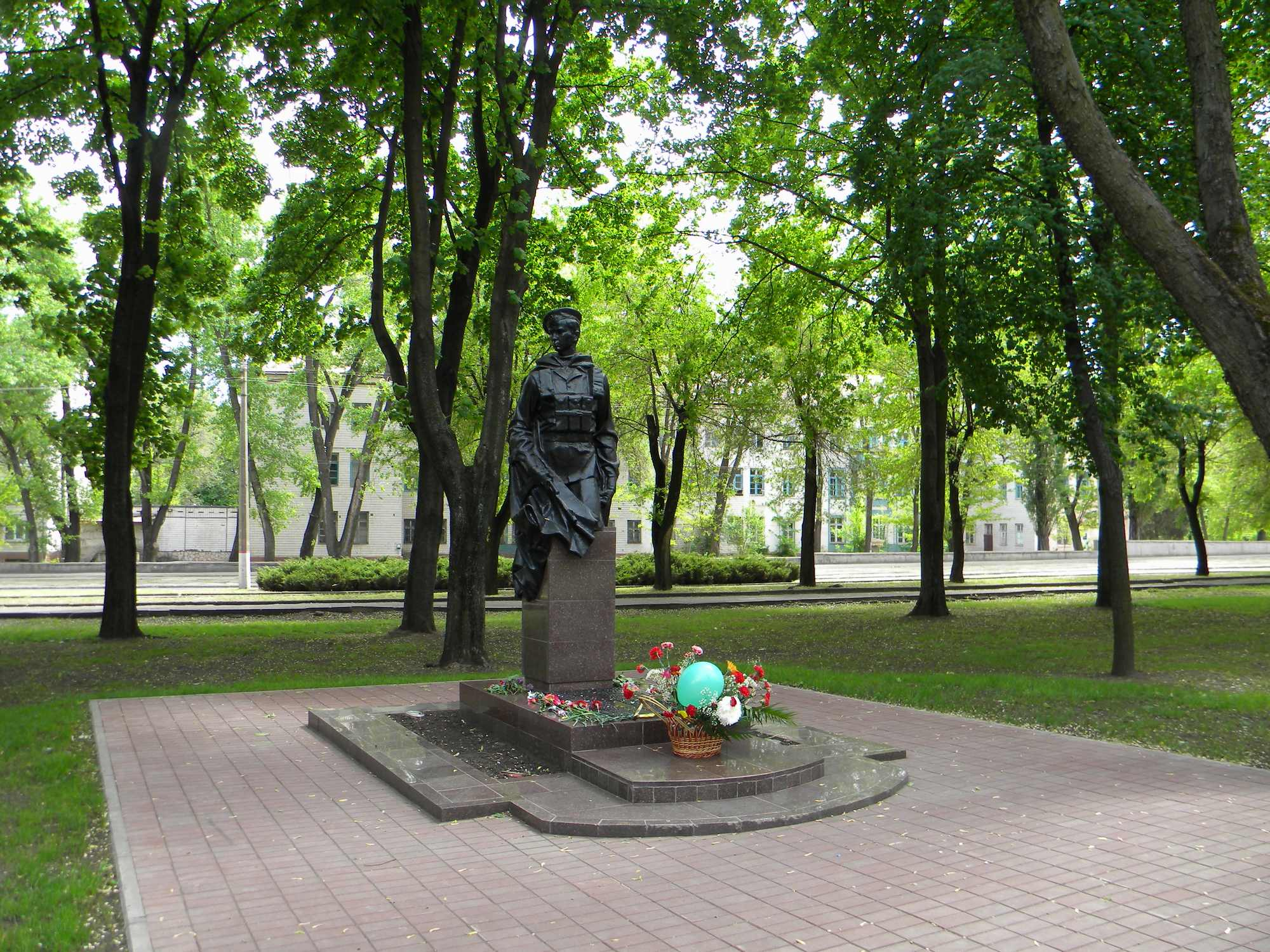
Имя на памятнике воинам-интернационалистам на Дзержинке (Кривой Рог)

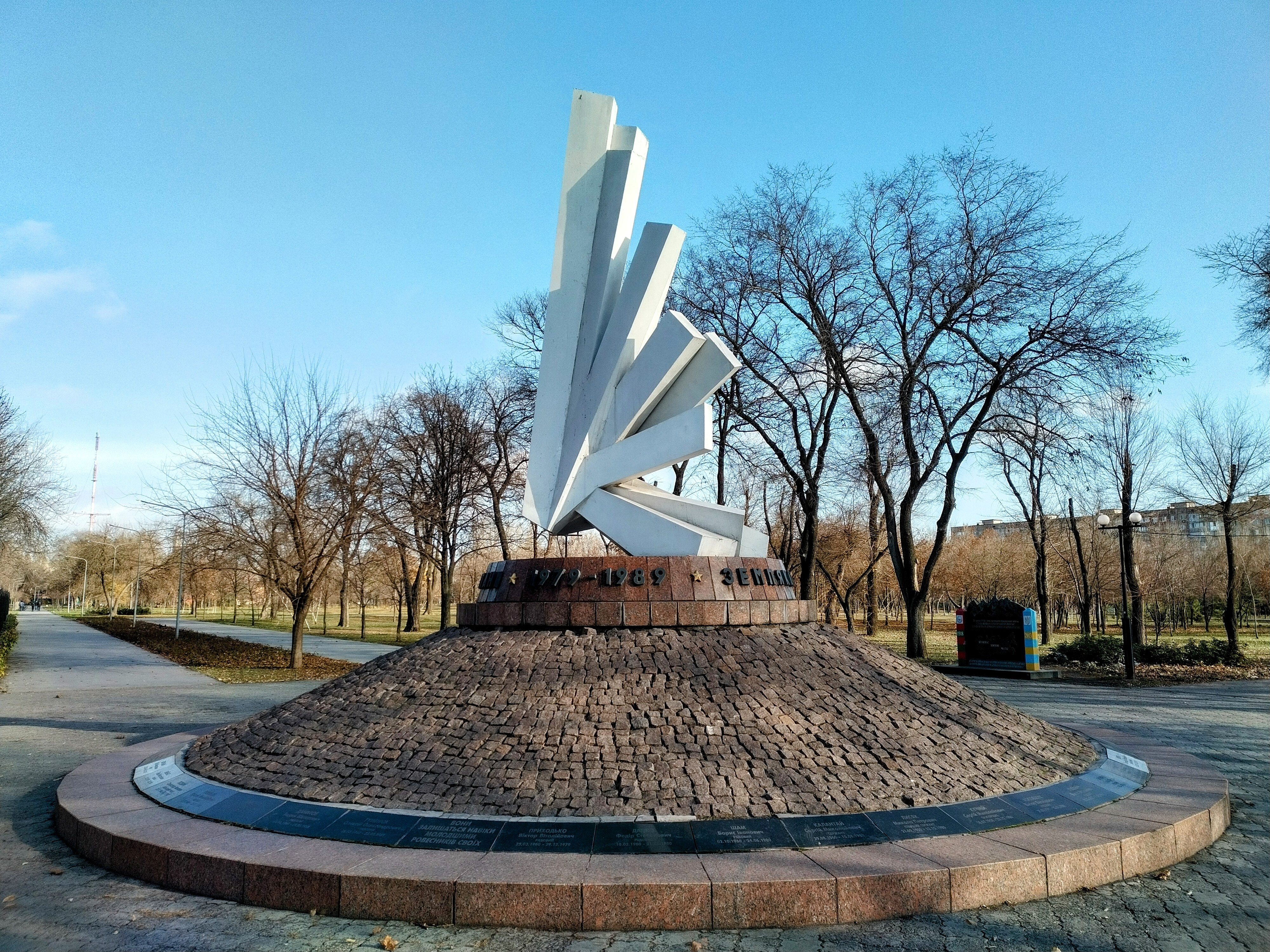
Имя на памятнике воинам-интернационалистам в Юбилейном парке (Кривой Рог)

Великий Владимир Михайлович (1 августа 1966, Кривой Рог, Днепропетровская область — 30 марта 1986, Кунар) — советский военнослужащий, рядовой, гранатомётчик, участник Афганской войны.

## Биография
Родился 1 августа 1966 года в городе Кривой Рог Днепропетровской области УССР в рабочей семье.
Окончил среднюю школу № 19 и ПТУ в Кривом Роге, работал на шахте Рудоуправления имени М. В. Фрунзе помощником машиниста тепловоза.
15 апреля 1985 года призван в Вооружённые силы СССР Саксаганским районным военным комиссариатом Кривого Рога. В декабре 1985 года в звании рядового направлен в состав ограниченного контингента советских войск в Афганистане, служил гранатомётчиком. Участвовал в 30 боевых операциях.
30 марта 1986 года во время боевой операции в провинции Кунар вёл прицельный огонь из гранатомёта, в ходе боя, прикрывая отход группы захвата, вместе с боевыми товарищами 6 часов отражал атаки противника. В этом бою был смертельно ранен.
Похоронен в Кривом Роге на кладбище ЮГОКа (участок 27, ряд 59, могила 485).

## Награды
- Орден Красной Звезды (посмертно)[1][2].

## Память
- Имя на памятнике воинам-интернационалистам Днепропетровщины, погибшим в Афганистане (Днепр)[4];
- Имя на памятнике воинам-интернационалистам на Дзержинке (Кривой Рог);
- Имя на памятнике воинам-интернационалистам в Юбилейном парке (Кривой Рог);
- Именем названа автоколонна на НКГОКе[2].